# Forest Stewardship Council

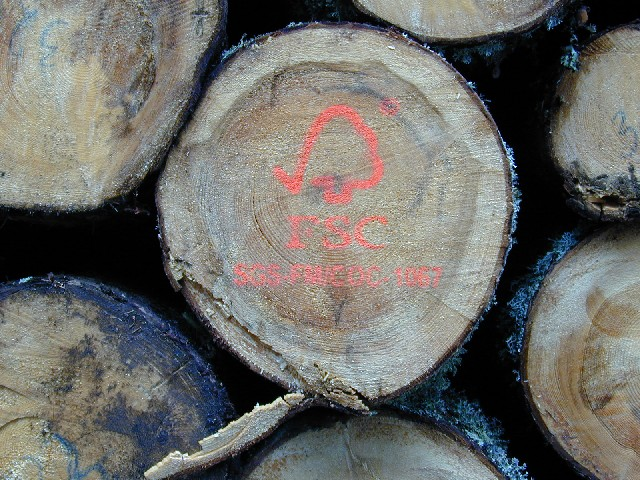
FSC-märkt grantimmer i Schwarzwald

Forest Stewardship Council (betyder ungefär: Skogsförvaltningsrådet), FSC, är en oberoende, internationell medlemsorganisation som har sitt huvudkontor i Bonn i Tyskland. FSC uppmuntrar till miljöanpassat, samhällsnyttigt och ekonomiskt livskraftigt bruk av världens skogar, genom sitt certifieringssystem FSC. 
Certifierade företag ska följa FSC:s regler (standarder) för skogsbruk och spårbarhet.  
FSC-certifierade skogsägare ska följa nationella och lokala lagar som rör miljöhänsyn, skogsbruk och ekonomi och bindande internationella överenskommelser. FSC-skogsbrukare ska därutöver följa FSC:s särskilda regler.
FSC:s hänsynsregler slår bland annat vakt om hotade djur och växter markens framtida förmåga att bära skog säkra och sunda arbetsvillkor för dem som arbetar i skogen urfolks rättigheter
I FSC:s Principer och Kriterier finns övergripande riktlinjer för hur skogsbruket ska bedrivas och som gäller generellt över hela världen. Dessa övergripande regler ska sedan anpassas till de olika ländernas lokala förutsättningar och en av FSC:s viktigaste uppgifter är därför att stödja arbeten för utvecklande av nationellt anpassade FSC-skogsbruksstandarder. De globala principerna och kriterierna samt de nationella standarderna tas fram i samverkan mellan representanter för miljörörelse, sociala organisationer och representanter för näringslivet. Inget intresse ska få fullt genomslag för sina krav och alla beslut tas i konsensus mellan medlemmarna i de olika kamrarna, social, ekonomisk och miljö. 

## Kontroll
Grundprincipen i FSC:s märkningssystem är att de märkta produkterna ska innehålla trä från skog som brukats enligt FSC:s regler. Skogsbruket ska vara FSC-certifierat. Certifikatet ska vara ett bevis på att skogsägaren klarar att följa FSC:s skogsbruksregler (standard).
FSC sätter upp reglerna, men delar inte ut certifikat. Det gör oberoende certifieringsorganisationer. De gör också årliga, uppföljande kontroller. Bland annat i form av stickprov för att kontrollera så att FSC-skogsbrukaren har metoder för att följa upp vad som händer i skogen.
Certifieringsorganisationen måste vara godkänd. FSC har särskilda regler för certifiering. De reglerna måste certifierarna känna till och följa. Syftet är att säkra så att certifierarna har rätt kunskap och kan förhålla sig oberoende till sina uppdragsgivare. Ackrediteringen i FSC-systemet görs av Accreditation Services International, ASI. ASI kontrollerar varje år certifieringsorganisationerna.
Den som är certifierad betalar själv för certifikat och kontroller. Så fungerar även andra, frivilliga certifieringssystem, till exempel KRAV och MSC. 
FSC är en ideell, global förening. Högsta beslutande organ för internationella FSC är dess generalförsamling. Den består av tre kammare, en för ekonomiska intressen, en för miljö- och en för sociala intressen, med vardera en tredjedel av rösterna. FSC:s styrelse har nio ledamöter vilka väljs på tre år av FSC:s medlemmar. Föreningens ekonomiska, miljö- och sociala kammare har vardera tre ledamöter i styrelsen.
För att bedriva ett effektivt FSC-arbete globalt etableras nationella kontor i olika delar av världen. Svenska FSC är ett av dessa kontor med uppdrag att genom sina medlemmar arbeta fram den nationella skogsbruksstandarden och värna FSC:s varumärke på marknaden.
FSC bildades i september 1993 i Toronto på initiativ av företrädare för miljöorganisationer, skogsbrukare, företag som använder virke i sin produktion, urbefolkningsorganisationer och miljömärkningsorganisationer från 25 olika länder. Syftet var att skapa ett marknadsdrivet verktyg, med ett brett intressentstöd, som skulle kunna uppmuntra till att ansvarsfullt skogsbruk spreds över världen. Idag är FSC-certifieringen spridd i över 80 länder och det finns nationella kontor i 45 länder.
Kritik mot FSC och hur certifieringen fungerar i praktiken har getts av olika miljöorganisationer, så som Naturskyddsföreningen, Greenpeace, Fältbiologerna, Skydda Skogen, och Jordens Vänner. De har dokumenterat hur certifierade bolag upprepade gånger bryter FSC:s regler och krav. Det finns många dokumenterade fall av avverkade naturvärden, körskador, kalhyggen utan sparade träd kring vattendrag och kantzoner. Fältbiologerna, Jordens Vänner och Naturskyddsföreningen har tidigare varit medlemmar i Svenska FSC men lämnat organisationen i protest då brott mot reglerna dittills inte fått några konsekvenser. Sedan dess har dock en skarp tillrättavisning noterats i Sverige, då Bergvik Skog 2014 fick FSC-certifieringen tillfälligt suspenderad för en mindre del av sitt markinnehav.
Det finns också många fördelar med FSC. Den hänsyn som de certifierade skogsägarna tar ger resultat och FSC bidrar till den biologiska mångfalden. Brandberoende insekter blir allt vanligare, rödlistade skalbaggar gynnas av skapade högstubbar, och fågellivet gynnas av en ökad mängd lövträd. FSC driver också utvecklingen av minskad kemikalieanvändning i de svenska skogarna, och användningen för att bekämpa snytbaggen har halverats på fyra år. Genom att FSC ställer krav på giftfria plantor drivs också utvecklingen mot att hitta alternativa lösningar framåt. Kemiska bekämpningsmedel är ett problem både för miljön och för de som arbetar med plantorna. Ungefär hälften av den produktiva skogsarealen i Sverige är FSC-certifierad. Trots alla goda resultat bedömer Skogsstyrelsen att miljömålet Levande skogar inte kommer nås till 2020 i något län, och utvecklingen är oklar eller negativ.